# Oberhoffen-sur-Moder
Oberhoffen-sur-Moder es una localidad y comuna francesa, situada en el departamento de Bajo Rin en la región de Alsacia.

## Demografía
| 2239 | 2349 | 2459 | 2711 | 2930 | 2944 |
| Para los censos de 1962 a 1999 la población legal corresponde a la población sin duplicidades (Fuente: INSEE [Consultar]) |      |      |      |      |      |

## Patrimonio
- el curatel de Estienne, sede del Regimiento de Artillería n.º 12 y del Regimiento de Transmisiones n.º 54 del ejército de Francia.

## Personajes célebres
- Sébastien Loeb, automovilista, campeón del mundo de Rallies